# Viettesia pantherina
Viettesia pantherina là một loài bướm đêm thuộc phân họ Arctiinae, họ Erebidae.